# Helianthus niveus
Helianthus niveus — вид квіткових рослин з родини айстрових (Asteraceae).

## Біоморфологічна характеристика
Це однорічник чи багаторічник зі стрижневим коренем, максимальна висота якого перевищує 1 метр. Листки овальні чи ланцетоподібні, часто з неправильними частками чи зубцями, вкриті м'якими білими волосками. Квіткові голови облямовані 13–21 яскраво-жовтими променевими квіточками до 2.5 см завдовжки, що оточують центр дискових квіточок від жовтого до пурпурно-червоного забарвлення.

## Умови зростання
США (Техас, Нью-Мексико, Аризона, Каліфорнія), пн. Мексика (Сонора, Нижня Каліфорнія). Населяє піщані ґрунти, піщані дюни; 800–1100 метрів.

## Значущість
Цей вид є вторинним генетичним родичем культивованого соняшнику Helianthus annuus з потенціалом для використання в якості донора генів для якості врожаю та стійкості до хвороб, а також є родичем четвертої групи таксонів топінамбура H. tuberosus.